# August Keil
Johann Christian August Keil (* 23. August 1812 in Weißenfels; † 20. Oktober 1872 in Pforten) war ein deutscher Rittergutsbesitzer und Politiker.

## Leben
Keil war der Sohn des Fleischhauers, Ökonomen und Magistratsassessors Johann August Keil aus Weißenfels und von dessen Ehefrau Johanne Rosine geborene Pollmächer aus Markwerben. Keil, der evangelisch-lutherischer Konfession war, heiratete am 20. Mai 1846 in Weißenfels Auguste Theresie Günther (* 18. Juni 1823 in Weißenfels; † 28. November 1896 in Gera), die Tochter des Kaufmanns Carl Gottfried Günther in Weißenfels.
Keil bewirtschaftete mehrere Leipziger Ratsgüter in Crabdorf und Portitz, wo er auch Rittergutspächter war. 1866 erwarb er das Rittergut Pforten und baute dort 1875 die Dorfziegelei zu einer Dampfziegelei um. Daneben war er Besitzer des Ritterguts Zschippern.
Vom 6. bis zum 16. April 1869 und vom 24. bis 27. Mai 1870 war er jeweils als Stellvertreter für Hugo Werner von Ziegenhierd Mitglied im Landtag Reuß jüngerer Linie.